# Shanwan
Shanwan (chinesisch 山湾村 / 山湾村, Pinyin Shānwān Cūn) ist ein Dorf im Westen der Großgemeinde Zhujiajiao im Stadtbezirk Qingpu der chinesischen Stadt Shanghai. Shanwan besitzt Feldflächen von insgesamt 38,8 ha. Davon sind etwa 10 ha als Reisfelder genutzt, der größte Teil der restlichen Fläche als Baumschule. Außerdem bewirtschaften die Dorfbewohner noch Fischteiche mit einer Gesamtfläche von 6,7 ha. In dem Dorf leben etwa 1200 Einwohner (September 2018). Die Dorfregierung besitzt eigene Fertigungshallen, die an 6 Privatfirmen vermietet sind, welche dort Teile für elektronische Messinstrumente, Tür- und Fensterrahmen, Reisekoffer und Kunststoffteile herstellen.
Shanwan ist eine Verwaltungsgemeinschaft, die aus den beiden alten Dörfern Xiaowei (小圩) und Waihe (外河) besteht. Auf dem Gebiet des Dorfes Xiaowei liegt der Oriental Land Jugendpark (东方绿舟, Pinyin Dōngfāng Lǜzhōu), für dessen Bau im Jahr 2000 240 Familien mit insgesamt 828 Personen umgesiedelt werden mussten.
Dieser im Jahr 2002 eröffnete Park erstreckt sich über eine Gesamtfläche von 373 ha, viel davon Wasser, und ist in 8 Hauptbereiche wie Feuerwehr- und Sicherheitswesen, Militärwesen, Ökologie etc. unterteilt.
Hauptsächlich wird er von den Schulen der Stadt Shanghai für extracurriculare Aktivitäten genutzt, es werden aber auch ausländische Jugendgruppen empfangen.

## Verkehrsanbindung
Shanwan liegt etwa 3 km westlich vom Ortskern Zhujiajiaos und ist der Endhalt der Linie 17 der Shanghai Metro; der Name der Haltestelle lautet "Oriental Land". Außerdem kann das Dorf mit dem Auto von Zhujiajiao bzw. dem Stadtzentrum Shanghais über die Staatsstraße 318, auch bekannt als Huqingping-Straße, erreicht werden.